# Luis Caycedo y Flórez
Luis Dionisio Félix de Caycedo y Flórez Vélez Ladrón de Guevara y Olarte, 'Orden de Carlos III (Purificación, 9 de octubre de 1752-Ibídem, 20 de febrero de 1813) fue un militar, alférez real, hacendado y político neogranadino.
Caycedo ocupó varios cargos públicos de importancia en la sociedad criolla de la época, llegando a ser alcalde de Santafé en 1809, un año antes de que se dieran los sucesos del Grito de Independencia de 1810. Llegó a hacerse de una inmensa fortuna gracias a la ganadería, la minería y la industria; y con ello se hizo amigo de personajes de renombre como José Celestino Mutis.
Era el padre del prócer de la Independencia colombiana, Domingo Caycedo, y es ancestro de varios personajes de renombre de la historia reciente de Colombia, Actualmente se le considera un tolimense ilustre pese a que se llegó a decir de él en su momento, que era el ciudadano bogotano más brillante de la época, después de Jorge Miguel Lozano de Peralta, noble de quien era pariente.

## Biografía
Luis Dionisio de Caycedo y Flórez nació en el municipio de Purificación, el 9 de octubre de 1752, en el seno de una familia rica y aristocrática de la región.
Caycedo era herdero de varias tierras adquiridas en su momento por su abuelo, un militar de origen español, y su padre, político criollo quien hizo crecer la fortuna familiar con los terrenos que heredó y los negocios en los que se embarcó, como el arrendamiento del estanco de aguardiente del municipio.
En 1789, Caycedo financió los festejos por la coronación del rey de España, Carlos IV, que se celebrarían en Santafé ese año, siguiendo el ejemplo de su padre, cuando hizo lo propio en Ibagué con la jura de Fernando VI. Por ese motivo, y otros servicios que llegó a prestar a la corona, el rey le hizo condecorar con la Orden de Carlos III en 1792. Caycedo sacó provecho de su condecoración, ya que le permitió tener posiciones ventajosas en sus negocios.
En 1796, pese a contar con el beneplácito de la Real Audiencia, Caycedo no logró convertirse en Alcalde Ordinario de Santafé, pues inesperadamente el virrey decidió intervenir en favor del español Pantaleón Gutiérrez, pese a que el cargo estaba destinado a los criollos.
En 1803, Caycedo renunció a su cargo de Alférez Real de Santafé, días antes de la llegada a la ciudad el nuevo virrey, Antonio Amar y Borbón. Algunos estudiosos creen que ésta renuncia era una protesta de Caycedo por la mala racha que estaba pasando en sus negocios por culpa de las medidas administrativas tomadas por la corona, y otros porque precisamente esa mala racha le generaba problemas para seguir atendiendo los compromisos que implicaba llevar tal cargo.
En 1805, Caycedo sufrió otro revés cuando su fábrica de aguardiente en Honda quedó destruida, tras un terremoto que sufrió el puerto.

### Alcalde de Santafé (1809)
La crisis de gobierno que estaba enfrentando la metrópoli, con la invasión de Napoléon Bonaparte de España, y el establecimiento de un gobierno títere en cabeza del hermano de Napoleón, José Bonaparte, creó el ambiente idóneo para que Caycedo fuera por fin nombrado Alcalde Ordinario de Santafé, en 1809.
Su gobierno coincidió con el establecimiento de la Junta de Gobierno de Quito, en agosto de 1809, hecho que hizo mella en Santafé, ya que según las fuentes, corrían rumores de que los criollos de la capital querían tomar el poder y deponera a las autoridades españolas. Al parecer el plan implicaba que Caycedo sería nombrado presidente por dos años, siendo él mismo uno de los líderes de la revolución, ya que se había declarado públicamente como opositor del virrey Amar y Borbón y lo acusó de ser colaborador de los Bonaparte ante el Consejo de Indias, hecho que confirmaría su participación en el complot.

### Época republicana y últimos años
Caycedo entregó el poder en 1809. Un año después se destaron los sucesos del Grito de Independencia, el 20 de julio de ese año. Caycedo fue nombrado como portavoz de la junta de gobierno que se alzó en reemplazo de la autoridad española.Fue firmante del acta de Independencia de 1810.

## Familia
Luis Caycedo y Flórez era miembro de la aristocrática familia bogotana de los Caycedo o Caicedo. Su padre era el militar español Fernando de Caycedo y Vélez (quien compró el cargo de Alférez Real de Ibagué en 1743) y su madre, Teresa Josefa Melchora Flórez y Olarte. Su abuelo paterno era José de Caycedo y Pastrana, un militar de origen español.
Su hermano era el sacerdote católico Fernando Caycedo y Flórez, quien llegó a ser Arzobispo de Bogotá entre 1827 y 1832, y se le conoció como el "Arzobispo Prócer". Una de sus tías era la educadora y precursora de la educación femenina, Clemencia de Caycedo, quien fundó el Colegio de La Enseñanza, que contó con el apoyo de religiosas de la Compañía de María.

### Matrimonio y descendencia
Caycedo contrajo matrimonio con la dama santafereña María Josefa Sanz de Santamaría y Prieto de Salazar, de otra familia criolla de prestigio, siendo padre de una numerosa prole; en total llegó a tener 11 hijos de quienes se deseprenden descendencia ilustre. María Josefa era, por su parte, hija de Francisco Javier Sanz de Santamaría y Prieto, un oidor de la Real Audencia de Santafé, y alcalde de Santafé en 1753.
Los Caycedo y Sanz eran padres de Eusebia, Domingo, Francisca, Andrés, María Josefa, Rufina, Lucía, María del Pilar, Fernando, Luis y Teresa Caycedo y Sanz de Santamaría.
Su hijo mayor, Domingo, fue un destacado militar y político, quien llegó a ocupar la presidencia temporal de la actual Colombia en 11 ocasiones a lo largo de 10 años, y era cercano a Simón Bolívar (quien era padrino de bodas de una de las hermanas de Domingo). Se casó con Juana Jurado y Bertendona, hija del oídor Juan de Jurado.
Su hija Francisca "Mariquita" Caycedo, se casó con el nieto del político español Antonio González Manrique, quien a su vez era consuegro del noble Jorge Miguel Lozano (de quien Luis era pariente por su abuelo José), y por consiguiente abuelo del prócer de la Independencia Jorge Tadeo Lozano. Así mismo, el esposo de Francisca era sobrino nieto del militar Francisco González Manrique.
Su hijo Andrés contrajo matrimonio en dos ocasiones, siendo la primera con su parienta Juana Sanz de Santamaría, de quien desciende el político Rafael Pardo Rueda, nieto de Rafael Pardo de Francisco, uno de los descendientes de la primera hija de Andrés, María de los Ángeles Caycedo y Sanz de Santamaría.